# SN 2010ea
SN 2010ea – supernowa odkryta 29 maja 2010 roku w galaktyce A124530+5352. W momencie odkrycia miała maksymalną jasność 17,60m.